# Commodore VIC-20
O VIC-20 (Alemanha: VC-20; Japão: VIC-1001) é um computador doméstico de 8 bits. Ele foi construído pela Commodore Business Machines, com 5 KB de RAM e uma UCP MOS Technology 6502. O design exterior da máquina foi posteriormente aproveitado no Commodore 64 e C16. O VIC-20 foi lançado no Japão em 1980 e nos Estados Unidos e Europa em 1981, cerca de três anos após o lançamento do primeiro computador pessoal da Commodore, o PET.